# Juncus tenageia
Juncus tenageia é uma espécie de planta com flor pertencente à família Juncaceae. 
A autoridade científica da espécie é Ehrh. ex L. f., tendo sido publicada em Supplementum Plantarum 208. 1781 (1782).

## Portugal
Trata-se de uma espécie presente no território português, nomeadamente os seguintes táxones infraespecíficos:
- Juncus tenageia subsp. perpusillus - presente em Portugal Continental. Em termos de naturalidade é nativa da região atrás referida. Não se encontra protegida por legislação portuguesa ou da Comunidade Europeia.
- Juncus tenageia subsp. tenageia - presente em Portugal Continental. Em termos de naturalidade é nativa da região atrás referida. Não se encontra protegida por legislação portuguesa ou da Comunidade Europeia.